# Tramway de Vladikavkaz
Le tramway de Vladikavkaz est le réseau de tramways de la ville de Vladikavkaz,  capitale de la république d'Ossétie-du-Nord-Alanie, en Russie. Le réseau n'est composé que d'une seule et unique ligne. Elle est officiellement mise en service le 16 août 1904.